# Посёлок совхоза «Сафоновский»
Посёлок совхоза «Сафоновский» — посёлок в Раменском муниципальном районе Московской области. Входит в состав сельского поселения Сафоновское. Население — 272 чел. (2010).

## География
Посёлок совхоза «Сафоновский» расположен в восточной части Раменского района, примерно в 2 км к юго-востоку от города Раменское. Высота над уровнем моря 118 м. Рядом с посёлком протекает река Гжелка. В посёлке 3 улицы — Новошоссейная, Новошоссейная 2-я, Садовая и переулок Садовый. Ближайший населённый пункт — деревня Сафоново.
Посёлок состоит из индивидуальных домов. По Садовому переулку построены панельно-кирпичные дома на 2 семьи.

## История
В 1926 году посёлок входил в Сафоновский сельсовет Раменской волости Бронницкого уезда Московской губернии.
С 1929 года — населённый пункт в составе Раменского района Московского округа Московской области.
До муниципальной реформы 2006 года посёлок входил в состав Сафоновского сельского округа Раменского района.

## Население
| 1926 | 2002 | 2010 |
| ---- | ---- | ---- |
| 45   | ↗192 | ↗272 |

В 1926 году в посёлке проживало 45 человек (25 мужчин, 20 женщин), насчитывалось 21 хозяйство. По переписи 2002 года — 192 человека (93 мужчины, 99 женщин).